# Дом ужасов II
«Дом ужасов II» (англ. Treehouse of Horror II) — седьмой эпизод третьего сезона мультсериала «Симпсоны», второй эпизод посвященный Хэллоуину. Премьера эпизода состоялась 31 октября 1991 года.

## Сюжет
Семья Симпсонов объедается конфет в Хэллоуин и им начинают сниться кошмары.

### Обезьянья лапа
Лизе снится, что семейство путешествует, и покупает лапу обезьяны, которая исполняет три желания её владельца. Сначала Мегги загадывает новую соску, затем Барт желает богатства.
Желая мира во всем мире, Лиза избавила весь мир от оружия, и случайно провоцирует вторжение инопланетян, которые порабощают человечество. Гомер загадывает себе сэндвич с индейкой, но, съев его, он остается недовольным, так как индейка суховата. Ситуацию как всегда спасает Фландерс, который первым же делом желает чтобы инопланетяне были повержены. После Гомер «хочет чтобы у него была эта лапа». Любопытный факт: в момент, когда члены ООН аплодируют помирившимся представителям Великобритании и Аргентины, можно заметить женщину с пышными усами, очень похожую на Агнесс Скиннер.

### Это жизнь Барта
Сон Барта, в котором он может читать чужие мысли и превращать тех, кто замышляет что-либо против него в различных животных или предметы. Сначала он превращает Снежинку II в огнедышащего монстра на ходулях и с зонтиком вместо хвоста. Потом Барт, когда Гомер не хочет уступить ему телевизор, заменяет тем мяч. Когда Гомер хочет проломить Барту череп, Барт превращает его в чёртика из коробочки. Но благодаря семейному психологу всё решается миром.

### Только у меня есть мозг
Гомеру снится, что за то, что он спал, его уволили, а мистер Бёрнс забирает его мозг для создания гигантского биоробота. После Бёрнс осознаёт ошибку и возвращает мозг Симпсону, но из-за несчастного случая, Смитерс вынужден пришить голову мистера Бёрнса к телу Гомера, создав ужасающее двухголовое существо.

### Конец
В конце сна Гомера, Барт просыпается с криком. Гомер встаёт, идёт в ванную и видит, что его сон оказывается реальностью. Гомер с пришитой головой Бёрнса завтракает в кругу семьи.

## Культурные отсылки
- История Гомера — пародия на некоторые моменты фильмов «Франкенштейн» и «Нечто с двумя головами».
- Эпизод с Гомером в аэропорту пародирует фильм «Полуночный экспресс»
- Эпизод, когда мистер Бёрнс поёт: «Если бы у меня были мозги» — отсылка к песне Страшилы из фильма-сказки 1939 года «Волшебник страны Оз».
- История Барта — пародия на один из классических эпизодов телесериала «Сумеречная зона» «Эта прекрасная жизнь».
- История Лизы — шутливая экранизация рассказа Уильяма Джейкобса «Обезьянья лапка».